# Балясный, Борис Исаакович
Борис Исаакович Балясный (эст. Boriss Baljasnõi; род. 26 июня 1957, Житомир, УССР) — русский поэт, переводчик, учёный-переводовед, педагог, издатель. 
Печатается как поэт с 1974 (в Эстонии с 1981) года, как переводчик с 1984 года. Автор пяти книг стихов (включая переводной сборник на эстонском языке). Переводит с эстонского, реже с финского, украинского, болгарского языков. Основатель и руководитель Литературно-переводческой школы-студии. Член Союза писателей Эстонии (1997), Международной Федерации Русских Писателей (с центром в Мюнхене, 2006), Нью-Йоркского Клуба русских писателей (1999), Санкт-Петербургского Лингвистического Общества (2003).
Известен, в частности, переводами на русский язык стихов крупных эстонских поэтов-эмигрантов Калью Лепика и Карла Ристикиви, но еще более переводами выдающегося эстонского поэта Матса Траата.

## Биография
Родился 26 июня 1957 года в городе Житомире, Украина. В 1974—1979 учился в Новочеркасском политехническом институте, окончил по специальности «инженер-механик». В 1980 был отправлен по распределению в Эстонию. В 1980—1985 работал механиком в Таллинской мехгидростройколонне, в дальнейшем занимал должности, связанные с литературно-издательской деятельностью - литературным консультантом в Союзе писателей Эстонии (1986—1990), в МП «Partner», СП «Davir» (1990—1993 гг., издательская деятельность), в издательстве «BRI & Ko» (с 1994 года). С начала 1990-х активно переводит эстонскую (в том числе детскую) поэзию, полученный опыт использует в научной работе. В 1998-2000 учился в магистратуре Отделения славянской филологии Таллиннского университета, окончил со степенью магистра перевода, диссертация «Возможные компенсации потерь при переводе эстонской поэзии на русский язык». В 2002-2005 году учился в докторантуре Отделения семиотики Тартуского университета; окончил со степенью доктора семиотики и культурологии, диссертация «Семиотические аспекты перевода и прикладное переводоведение». Преподает теорию и практику перевода, основы редактирования и др. в Таллинском университете.

## Творчество

### Поэзия
Книги, оригинальные издания
Я никогда не видел бересклета. Стихотворения. — Таллинн, 1989. — 26 с.
Светотень. Стихотворения. — Таллинн, 1997. — 118 с.
Монисто. Стихи и либретто. — Таллинн, 2002. — 134 с.
Узелковое письмо (избранные стихи и комментарии). — Таллинн, 2018. — 324 с.
Стихи Бориса Балясного публиковались в литературной периодике Эстонии и России. Его поэзия переведена на эстонский и болгарский языки, включая отдельное издание на эстонском языке:
Vihmade varjus: luulet. — Таллинн, 2017. — 120 с. (Переводчики: Eda Ahi, Contra, Hasso Krull, Mats Traat, Valeeria Villandi)

#### Эксперты о поэзии Бориса Балясного
Стихи /.../ Балясного немного соотносятся с тем, что делают петербургский поэт Вячеслав Лейкин и московский поэт Владимир Строчков. Во главу угла ставится полисемантичность высказывания, изысканные словоломные ходы, инверсии. /.../ Полисемантичность в текстах этих авторов не столько фактор создания иронического высказывания, сколько служит выразителем серьёзного, немного мрачноватого взгляда на мир, даже если сам текст по своему сюжету игровой.— Дарья Суховей

О сборнике стихотворений «Узелковое письмо (избранные стихи и комментарии)» (2018):

Вороненая, как эстонская погода, книга. Пепельного цвета веревочки с узелками. Оловянная веточка. Тускловатый паучок. Автор, глядящий с полуулыбкой во внешний мир сквозь нарисованное свинцовое окно. Сентиментальный взгляд на, в общем-то, равнодушную, по замечанию другого автора, природу. Уход как процесс, а не результат. Мощное ветхозаветное ядро с тяготением к завету Новому. Закрытый, замкнутый на себе текст. Стремление к простоте, обескураживающее внутренней сложностью. Какая-то постоянная как будто нависающая над автором опасность, враждебность внешнего мира... «Мертвых поэтов нетрудно любить, “мертвые сраму не имут” и страху», как пишет он сам, а вот попробуйте-ка полюбить живого: такого, которому «трудно быть собою каждодневно», усталого, мятущегося, сомневающегося, непростого, стремящегося длиться и длиться, и не переставать в одной из своих, по М. Эпштейну, эманаций – в тексте. А еще Борис Балясный – человек, который не рискует утаивать искру Божию, и его новая книга – (не)лишнее тому подтверждение.— Денис Кузьмин

### Переводы
Переводил произведения следующих эстонских писателей и поэтов: Марие Ундер, Карл Ристикиви, Калью Лепик, Матс Траат, Александер Сууман, Прийду Бейер, Аадо Линтроп, Эллен Нийт, Пауль-Ээрик Руммо, Хандо Руннель, Леэло Тунгал, Юхан Вийдинг, Дорис Карева, Отт Ардер, Теэт Каллас, Хельо Мянд, Хенно Кяо, Хейки Вилеп, Эрика Эзоп и мн. др. 
Отдельные книги переводов:
Александер Сууман «Красивое странно», 1989
Матс Траат «Осенние надежды», 1997
Сборник эстонской детской поэзии «Калейдоскоп», 1998
Калью Лепик «Стихи», 1998
Карл Ристикиви «Пути человеческие», 1998
Сборник эстонской детской поэзии «Солнечное колесо», 1999
Сборник эстонской детской поэзии «Мама, почитай, пожалуйста!», 2001 (вместе с Еленой Балясной)
Мартин Напа «Творчество», 2006 (роман, вместе с Еленой Балясной)
Хейки Вилеп «Лийсу», 2008 (вместе с Еленой Балясной)
Хейки Вилеп «Страх», 2010 (роман, вместе с Еленой Балясной)
Хейки Вилеп «Пропавшее Рождество», 2010 (вместе с Еленой Балясной)
Андри Лууп «Пилот», 2012 (пьеса, вместе с Еленой Балясной)
Ильмар Трулль «Tantsiv kaamel-1 / Танцующий верблюд-1», 2013
Ильмар Трулль «Tantsiv kaamel-2 / Танцующий верблюд-2», 2013 (э-книга)
Контра «Все мы умники», 2018

«Я полагаю, что в советское время в переводе, ориентированном на общесоюзную аудиторию, снимались национальные особенности оригинала. У меня до сих пор хранятся «Антологии Советской поэзии», где тексты разных авторов, переведенные с разных языков, представляющие разные культуры были абсолютно неотличимыми. Дело, как представляется, было в переводческой установке – представить факт наличия литературы на данном языке, а поскольку чаще всего все переводы со всех языков по подстрочникам делали одни и те же авторы, они и выходили одинаково безликими, что не могло не льстить «большому брату». /.../ Переориентирование (или изменение установки) переводов должно было произойти и связано с тем, что они делаются для русскоязычных читателей, живущих в стране, читатель может (я бы рискнул сказать – должен!) узнать нечто о другой культуре, менталитете, а не получить еще один «никакой» текст, который мало чем отличается от средних русскоязычных текстов. Представляется, что в ситуации, когда национальные культуры уже сформированы, перевод, который сохраняет «национальность» текста, является предпочтительным, поскольку он дает возможность познания «другости» и этим интересен.»— Борис Балясный

### Педагогическая деятельность
Начиная с 2000 года состоит в штате Таллиннского университета как преподаватель. Разработал ряд учебных курсов, относящихся к теории и практике перевода (в т.ч. и творческие семинары) и редактированию. Также является составителем курсов «Риторика и культура речи», «Ленинградский поэтический андеграунд» и «Библеизмы в русской литературе».
Автор более 30 научных публикаций.
1 февраля 1999 года объявил в газете «Молодежь Эстонии» о создании в Таллинне Литературно-переводческой школы-студии. Борис Балясный описывает работу школы студии: «Что касается организации работы школы-студии, то она довольно гибкая. Это и встречи-лекции, и встречи-семинары, и постоянное дистантное обучение (спасибо Интернету), которое позволяет общаться с каждым и со всеми одновременно. Студийцы усваивают теоретические положения, а на практике занимаются не штудиями, а переводят то, что позднее входит в сборник.»
Вместе с тартускими участниками Литературно-переводческой школы-студии 31 марта 2003 года основал в Тарту литературное объединение «Воздушный змей».
Издания школы-студии
Переводной сборник детских стихотворений и рассказов «Почитай ещё!», 2001
Переводной сборник поэзии и прозы «Эстонский писатель-шестидесятник, том 1», 2007
Переводной сборник поэзии и прозы «Эстонский писатель-шестидесятник, том 2», 2009
Переводной сборник детской прозы «Eesti rahvaste nelikümmend muinasjuttu – Сорок сказок народов Эстонии» (электронная двуязычная книга, соруководитель проекта Виталий Белобровцев, иновационный предмет Таллиннского университета ELU), 2020 